# Monachodesmus feae
Monachodesmus feae är en mångfotingart som beskrevs av Filippo Silvestri 1927. Monachodesmus feae ingår i släktet Monachodesmus och familjen fingerdubbelfotingar. Inga underarter finns listade i Catalogue of Life.